# 白瑜 (崇禎特用)
白瑜，字瑕仲，南直隸安慶府桐城縣人，明朝政治人物、賜特用出身。

## 生平
初為選貢，崇禎十三年以廷試貢生賜特用，歷官雲南府推官、登州府推官，清兵至，航海歸里，隱大龍山。